# Medaglia di Obilić
La Medaglia di Obilić (nome ufficiale Medaglia al coraggio di Miloš Obilić), fu una medaglia commemorativa concessa dal Principato del Montenegro.

## Storia
La medaglia venne istituita nel 1847 nell'ambito del principato episcopale del Montenegro per premiare atti di coraggio durante la guerra. La medaglia venne dedicata all'eroe serbo Miloš Obilić che, nel XIV secolo, si batté per l'indipendenza dell'area dal giogo ottomano. Una delle ragioni che portarono all'introduzione di questa che fu a tutti gli effetti la prima medaglia concessa dal Montenegro, fu la necessità di rendere la guerra contro gli ottomani un fatto più "civile", rimpiazzando il costume tradizionale di collezionare ed esibire parti del corpo dei nemici mussulmani uccisi durante il conflitto.
Secondo lo storico Milan Rešetar, il volto presente sulla medaglia, in quanto ritratto idealizzato di Miloš Obilić, rappresentava in realtà il volto di Petar II Petrović-Njegoš. Il primo decorato con la medaglia d'oro fu nel 1847 il conte Grujica poco prima che questi spirasse a Cettigne.

## Insegne
Medagliaè costituita da un disco di bronzo di 30,2 mm sul quale è presente, sul diritto, il profilo di Miloš Obilić rivolto verso sinistra, attorniato dal suo nome in caratteri cirillici. Sul retro si trova un ramo d'alloro e uno di quercia incrociati con al centro la descrizione della concessione.
Nastrorosso, blu, bianco.